# Roger Wicker

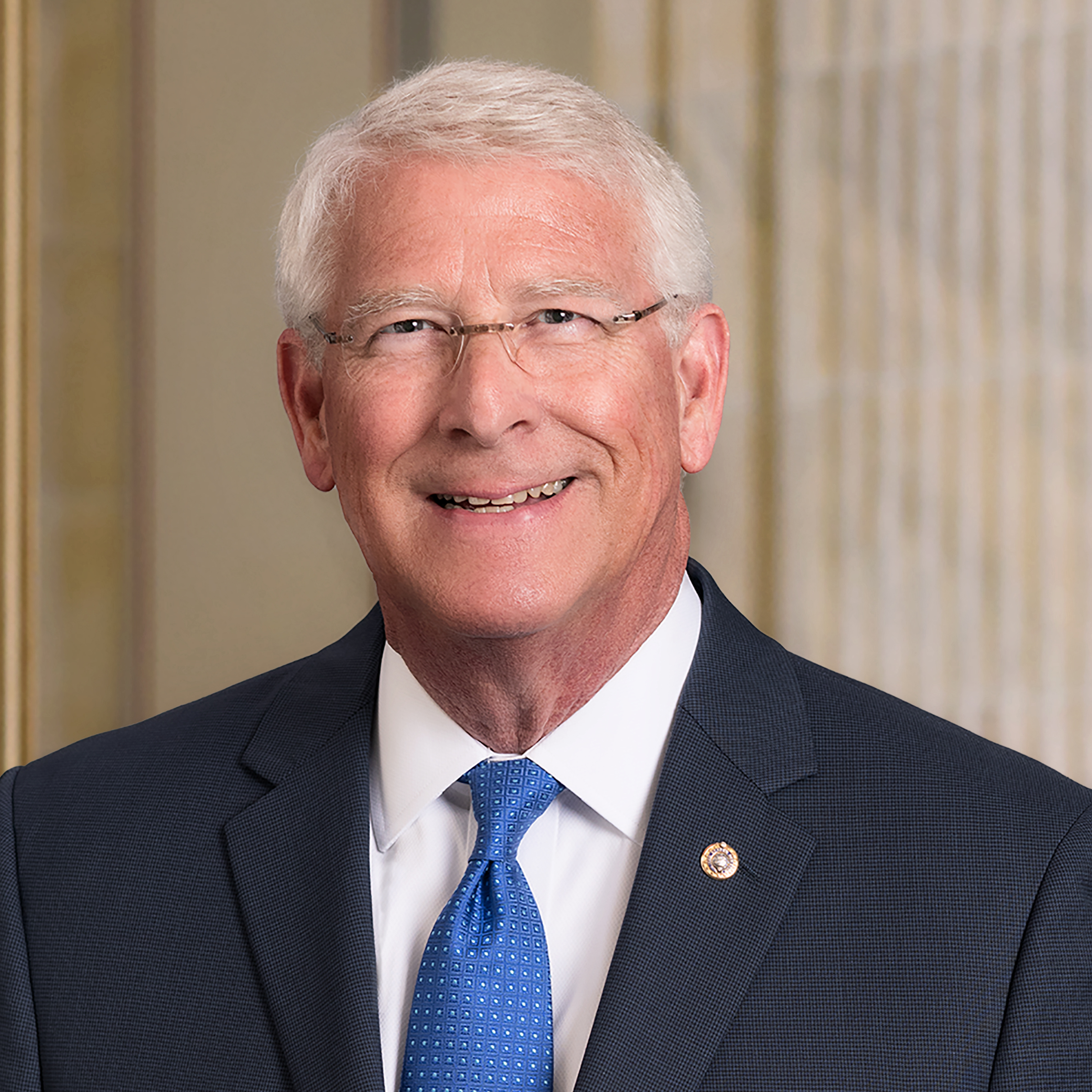
Roger Wicker

Roger Frederick Wicker (* 5. Juli 1951 in Pontotoc, Pontotoc County, Mississippi) ist ein US-amerikanischer Politiker (Republikanische Partei). Von 1995 bis 2007 gehörte er dem Repräsentantenhaus der Vereinigten Staaten an, seit Dezember 2007 ist er US-Senator für den Staat Mississippi.

## Frühes Leben
Roger Wicker absolvierte 1969 in seiner Heimatstadt Pontotoc die High School und erwarb 1973 den Bachelorgrad an der University of Mississippi. Hier war er Mitglied der Studentenverbindung Sigma Nu. 1975 erlangte Wicker an derselben Universität seinen Juris Doctor. Von 1976 bis 1980 diente er als Offizier in der Air Force und war danach bis 2003 Reserveoffizier.

## Politische Laufbahn
Im Jahr 1980 begann Wicker im Stab des Kongressabgeordneten und späteren US-Senators Trent Lott zu arbeiten; bis 1982 war er Mitarbeiter im United States House Committee on Rules. Wicker ließ sich dann in Tupelo nieder, wo er zunächst als Richter arbeitete. Von 1984 bis 1987 fungierte er in Lee County als Pflichtverteidiger. Von 1988 bis 1994 wurde Wicker in den Senat von Mississippi gewählt und kandidierte 1995, nach dem Rücktritt des Kongressabgeordneten Jamie Lloyd Whitten, erfolgreich als Republikaner für einen Sitz im US-Kongress. Sechsmal konnte Wicker meist mit einer überlegenen Mehrheit an Wählerstimmen seinen Sitz verteidigen; im Jahr 2006 wurde er  mit 66 % aller abgegebenen Stimmen in seinem Wahlbezirk wiedergewählt.
Nach dem Rücktritt von Senator Trent Lott im Dezember 2007 wurde Wicker am 31. Dezember 2007 von Mississippis Gouverneur Haley Barbour zu Lotts Nachfolger als US-Senator ernannt und vereidigt. Im November 2008 gewann er die durch Lotts Rücktritt notwendig gewordene Nachwahl für die verbliebene Amtszeit bis 2012, und im November 2012 wurde er für eine neue volle Amtszeit von sechs Jahren wiedergewählt. In den Jahren 2018 & 2024 wurde er jeweils wiedergewählt.
Im April 2013 wurde ein an Wicker adressierter Brief mit dem Giftstoff Rizin in der Poststelle des Kongresses abgefangen. Weitere Briefe mit dem Toxin, die an Präsident Barack Obama und eine dritte Person gerichtet waren, konnten ebenfalls rechtzeitig sichergestellt werden.
Position
Wicker hielt im Bipartisan Index des Lugar Centers im Dezember 2017 den 14. von 98 Rängen, was eine geringe Lagerhaltung anzeigt.

## Familie
Roger Wicker ist verheiratet und hat mit seiner Frau Gayle zwei Töchter und einen Sohn. Die Familie bekennt sich zur Southern Baptist Convention, Wicker selbst bekleidet in Tupelo das Amt eines Diakons.